# الهجرة (الخبت)

تعديل مصدري - تعديل

الهجرة هي إحدى قرى عزلة الواسطة بمديرية الخبت التابعة لمحافظة المحويت، بلغ تعداد سكانها 574 نسمة حسب تعداد اليمن لعام 2004.